# Emigrant Gap
Emigrant Gap (Auswandererlücke) ist ein Pass auf dem California Trail in der Sierra Nevada, westlich des heutigen Donner Passes. Hier sind die Klippen so steil, dass die Pioniere in den 1840er Jahren auf ihrem Weg nach Kalifornien ihre Planwagen an Seilen herunterlassen mussten, um weiterzukommen.
Emigrant Gap wurde so genannt, weil an dieser Stelle eine niedrige Lücke in dem Bergkamm war, den die Auswanderer vom Einzugsgebiet des American River her in das Tal des Bear River überqueren mussten. Der Pass war Teil der Truckee Route, eines Zweigs des California Trails, auf dem Pioniere aus den Vereinigten Staaten nach Kalifornien auswanderten, das bis 1848 Teil Mexikos war. Die Stephens-Townsend-Murphy Party war die erste Gruppe von Siedlern, die im Winter 1844–45 den Emigrant Gap mit Planwagen bezwang.
Emigrant Gap ist als California Historical Landmark Nr. 403 registriert. Die Hinweistafel steht an der Interstate 80, die vom Donner Pass kommend hier vorbeiführt. In der Nähe befindet sich die Ortschaft Emigrant Gap. Emigrant Gap liegt im kalifornischen Placer County.